# Прислуга (герб)

Герб муніципалітету Ороньсько

Прислуга (пол.Przysługa) – шляхетський герб польського походження, наданий в Царстві Польському.

## Опис герба
Опис з використанням класичних правил блазонування:
У синьому полі срібний жезл Меркурія у косий хрест із срібним смолоскипом із червоним полум'ям.
Клейнод: у клейноді три синіх пера страуса.
Намет: синій, підбитий сріблом.

## Найбільш ранні згадки
Надано 27 січня 1820 Франциску Брандтові, доктору медицини.

## Гербовий рід
Оскільки герб походив з особистої нобілітації, право на нього має тільки один гербовий рід:
Брандти.

### Відомі носії
- Ян Альфонс Брандт
- Юзеф Брандт

## Використання у територіальній геральдиці
Половина єдинорога і дельфіна з гербом Ярослав разом з смолоскипом з герба Прислуга знаходяться в гербі муніципалітету Ороньсько.